# Kościół Najświętszej Maryi Panny z Góry Karmel w Błotach
Kościół Najświętszej Maryi Panny z Góry Karmel – rzymskokatolicki kościół filialny w miejscowości Błota. Świątynia należy do parafii św. Bartłomieja Apostoła w Szydłowicach w dekanacie Brzeg północ, archidiecezji wrocławskiej.